# Colombiana
Pour les articles homonymes, voir Colombiana (homonymie).
Pour plus de détails, voir Fiche technique et Distribution.
Colombiana est un film d'action français réalisé par Olivier Megaton, sorti en 2011.

## Synopsis
À neuf ans, Cataleya Restrepo voit ses parents se faire assassiner par le bras droit d'un parrain de la drogue colombien nommé Luis Sandoval. Elle parvient à s'échapper et rejoint son oncle Emilio, un gangster vivant à Chicago. Ce dernier veut malgré tout éloigner Cataleya de l'univers criminel, mais elle est déterminée à devenir tueuse professionnelle. Son objectif : venger ses parents en retrouvant leur assassin.
Quinze ans plus tard, Cataleya, maintenant âgée de 24 ans, est devenue une tueuse à gages, pour le compte d'Emilio. Elle laisse derrière chacun de ses meurtres un dessin d'un cattleya, une variété d'orchidée, sur le corps des victimes comme signature pour retrouver la trace de Luis et enfin pouvoir se venger. En parallèle, elle est en couple avec un jeune homme, mais elle demeure très secrète sur sa vie professionnelle. Un jour, elle retrouve Sandoval. Elle n'aura dès lors plus qu'une idée en tête, lui faire payer la mort de ses parents. Sans le savoir, elle va entraîner son oncle et sa tante dans un engrenage.

## Fiche technique
- Titres original et français : Colombiana
- Réalisation : Olivier Megaton
- Scénario : Luc Besson , Olivier Megaton et  Robert Mark Kamen
- Décors : Patrick Durand
- Assistants décorateurs : Gilles Boillot, Franckie Diago, Pascal Leguellec, Fanny Stauff
- Costumes : Olivier Bériot
- Photo : Romain Lacourbas
- Montage : Camille Delamarre
- Musique : Nathaniel Mechaly
- Producteurs : Luc Besson et Pierre-Ange Le Pogam
  - Coproducteur : Gareth Upton
  - Producteurs délégués : Mariano Carranco, Alex Corven Caronia, Olivier Glaas, Sandrine Molto et Ariel Zeitoun
- Société de production : EuropaCorp
- Distribution : TriStar (États-Unis), EuropaCorp Distribution (France)
- Budget : 32 000 000 euros[2]
- Pays :  France
- Langues originales : anglais, espagnol
- Dates de sortie : 
  -  Belgique : 27 juillet 2011
  -  France : 27 juillet 2011
  -  Suisse romande : 27 juillet 2011
- Classification :
  - France : Tout public lors de sa sortie en salles mais déconseillé aux moins de 12 ans à la télévision.

## Distribution
- Zoe Saldaña (VF : Sara Martins) : Cataleya Restrepo
- Jordi Mollà (VF : Xavier Fagnon) : Marco
- Lennie James (VF : Paul Borne) : l'agent spécial Ross
- Amandla Stenberg (VF : Marilou Lopes-Benites[3]) : Cataleya Restrepo jeune
- Michael Vartan (VF : Éric Legrand) : Danny Delanay
- Cliff Curtis (VF : Féodor Atkine) : Emilio Restrepo
- Beto Benites (en) (VF : Patrick Béthune) : don Luis
- Jesse Borrego (VF : David Krüger) : Fabio Restrepo
- Cynthia Addai-Robinson : Alicia Restrepo
- Angel Garnica : Pepe
- Ofelia Medina : Mama
- Callum Blue (VF : Sébastien Desjours) : Richard
- Sam Douglas (VF : Mathieu Buscatto[4]) : William Woodgard
- Graham McTavish : le chef marshall Warren
- Max Martini (VF : Bruno Choël) : l'agent spécial Williams
- Affif Ben Badra
- David Clark : le marshal Joe
- Reem Kherici : nymphette 1
- Julie Nicolet : nymphette 2

## Production

### Tournage
Le tournage a débuté en août 2010. Il s'est déroulé entre Chicago, La Nouvelle-Orléans, Mexico et les SFP Studios de Bry-sur-Marne.

## Accueil

### Accueil critique
Dans l'ensemble, le film obtient un accueil mitigé.
Sur le site d'Allociné le film reçoit des critiques mitigées. La presse lui donne une moyenne de 2,3/5 basée sur 12 critiques de presse.
Sur le site d'IMDb le film obtient la note de 6,4/10.
Sur le site de Metacritic le film obtient un Metascore de 45/100 basé sur 22 avis.
Le site de Rotten Tomatoes lui donne un taux d'approbation de 45 % basé sur 22 votes.

### Box-office
Le film a rapporté 36 665 854 $ au box-office américain et totalise 60 965 854 $ de recettes dans le monde. En France il a réalisé 607 711 entrées.